# Belamogi, Aland
Belamogi là một làng thuộc tehsil Aland, huyện Gulbarga, bang Karnataka, Ấn Độ.